# 格龙布里奇34
格龙布里奇34是一个离太阳大约11.7光年的双星系统。它由两颗在相距147天文单位的近圆形轨道上运转的红矮星组成。两颗星都是变化的耀星，因此他们都以变星命名法命名。其中较亮的格龙布里奇34A被称为GX And，另一颗则被称为GQ And。

## 行星系統
2014年8月，天文學家宣布在格龙布里奇34A旁發現一顆太陽系外行星。天文學家是使用凱克天文台的儀器 HIRES 進行 Eta-Earth 巡天時分析母恆星的徑向速度變化發現的。
該行星的質量下限大約是5.35 ±0.75 em,，並且該行星發現時是距離地球第6近的。然而，他們確實提出了另一顆行星（Groombridge 34 Ac）可能圍繞母星運行。
這種差異後來與新的 HIRES 觀測結果相協調，覆蓋了更長的時間跨度，它們的最小質量限制為3.03M🜨和36M🜨。軌道周期分別為 11.4 天和大約 7,600 天。迄今為止，這是已確認的距離太陽第四近的多行星系統，並擁有已發現行星中最長軌道周期的海王星質量系外行星。
| 成員 (依恆星距離) | 质量                | 半長軸 (AU)        | 轨道周期 (天)          | 離心率             | 傾角 | 半径 |
| ----------------- | ------------------- | ------------------ | ---------------------- | ------------------ | ---- | ---- |
| b                 | ≥3.03+0.46 −0.44 M⊕ | 0.072+0.003 −0.004 | 11.4407+0.0017 −0.0016 | 0.094+0.091 −0.065 | —    | —    |
| c                 | ≥36+25 −18 M⊕       | 5.4+1.0 −0.9       | ~7,600                 | 0.27+0.28 −0.19    | —    | —    |